# Teatro Claro Rio
Theatro Claro Rio é um teatro existente no Rio de Janeiro inaugurado em 1971.

## História

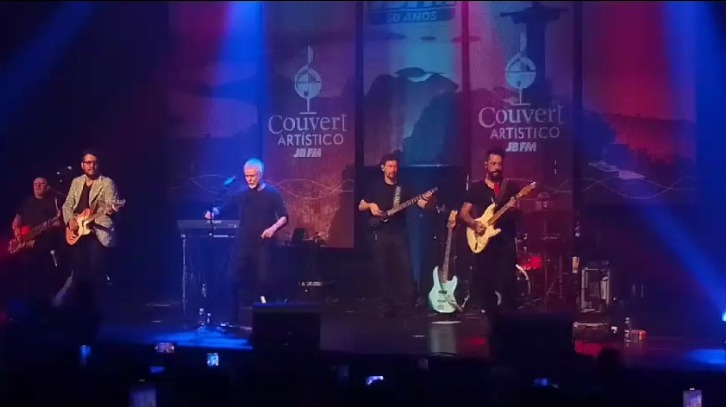
Ritchie e Rodrigo Suricato em show do programa Couvert Artístico da rádio JB FM, realizado em 21 de maio de 2024, no Teatro Claro Mais Rio, em Copacabana, na cidade do Rio de Janeiro.

O teatro foi um projeto do arquiteto Henrique Mindlin feito em 1958. Sua inauguração ocorreu em 14 de outubro de 1971, no bairro de Copacabana, e com um show de Tereza Rachel, a atriz que deu nome ao teatro até 2012, além de um show de Gal Costa.
Após ser reformado, reabriu em 6 de abril de 2012, e após o início do patrocínio com a empresa de telecomunicações NET, passou a se chamar Theatro Net Rio, a partir de 4 de abril de 2012. Posteriormente, passou a se chamar Teatro Claro Rio.